# Stéphanie de Tascher de La Pagerie

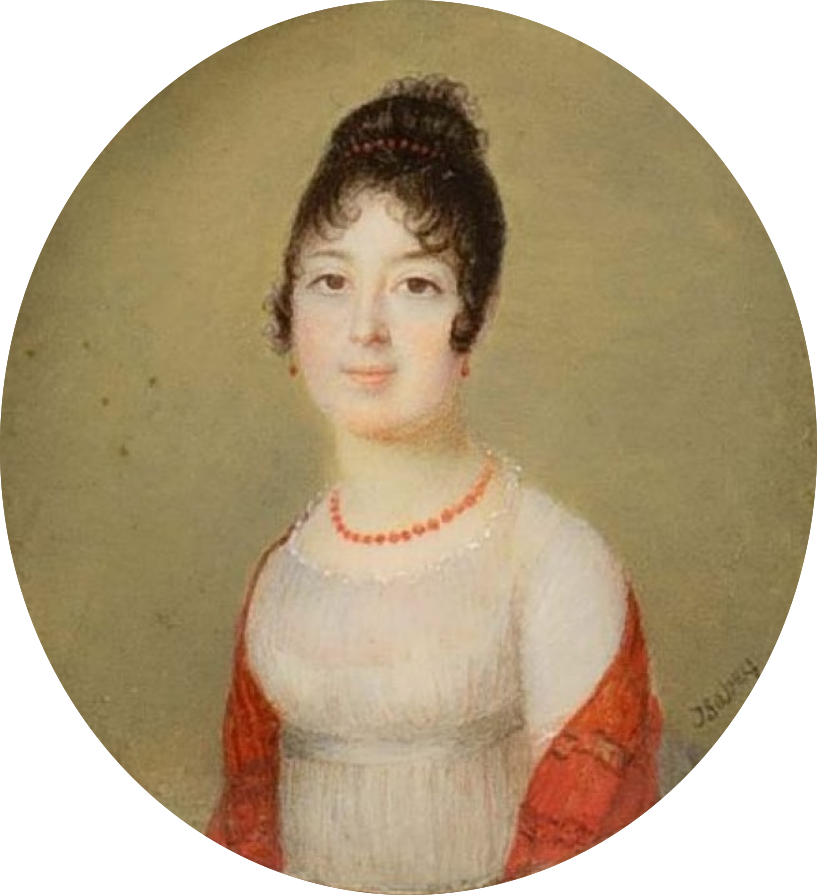
Stéphanie de Tascher, Miniaturporträt von Jean-Baptiste Isabey (um 1809)

Marie-Rose-Françoise-Stéphanie de Tascher de La Pagerie (* 4. August 1788 in Fort Royal, Martinique, Kleine Antillen; † 26. Oktober 1832 in Paris) war durch Heirat am 1. Februar 1808 mit Prosper Ludwig von Arenberg eine Herzogin von Arenberg-Meppen und Aarschot. Gleichzeitig erhob sie Napoleon I. zu einer französischen Prinzessin (princesse impériale) und damit zum Mitglied seines Kaiserhauses.

## Leben
Stéphanie war die Tochter des Kapitänleutnants und Barons Robert-Marguerite de Tascher de La Pagerie (1740–1806) und dessen Ehefrau Jeanne Le Roux-Chapelle (1754–1822), somit ein Spross jenes Zweiges der französischen Adelsfamilie de Tascher, der seit 1726 auf den Kleinen Antillen vertreten war.
Als sie im Alter von 17 oder 18 Jahren am Hofe ihrer Cousine Joséphine, der französischen Kaiserin und Ehefrau Napoleons, weilte, projektierte diese ihre Heirat mit dem Erbprinzen Karl von Hohenzollern-Sigmaringen. Der Erbprinz war der älteste Sohn von Joséphines Freundin, der Fürstin Amalie Zephyrine von Hohenzollern-Sigmaringen. Die Fürstin war von den Heiratsplänen jedoch nicht erbaut. In ihren späteren Memoiren berichtet diese von ihrer  Auffassung, dass Stéphanie ihren Sohn unglücklich gemacht haben würde. Daher habe sie das Projekt hinausgezögert, bis Joséphine einen anderen Heiratskandidaten in den Blick genommen habe.
Mit Prosper Ludwig, seit 1803 Herzog von Arenberg-Meppen sowie seit 1806 Souverän und Alliierter Napoleons im Rheinbund, war dieser Kandidat endlich gefunden. Das Paar heiratete am 1. Februar 1808. Durch eine Mitgift von 1 Million Franc und eine Standeserhöhung zu einer princesse impériale konnte Napoleon Stéphanie die politisch bedeutende Ehe mit dem 29-jährigen Deutschen, der mit 1,62 m Körpergröße nicht gerade zu den eindrucksvollsten Erscheinungen seines Standes zählte, schmackhaft machen.
Stéphanies Gatte führte während des Spanischen Krieges an der Seite Frankreichs seine Truppe, die Chevau-Légers d’Aremberg, selbst ins Feld. Obwohl er durch einen Beschluss des französischen Senats, in dem Frankreich sich Ende 1810 entschieden hatte, das Herzogtum Arenberg-Meppen zu annektieren, seine Souveränität verloren hatte, focht der Herzog weiter auf französischer Seite. Am 28. Oktober 1811 wurde er schwer verwundet und geriet in britische Gefangenschaft, in der er bis 1814 verblieb.
Während dieser Zeit lebte Stéphanie in Paris und Saint-Cloud und dachte nicht daran, ihr Herzogtum zu besuchen. Ihre Ehe mit dem Herzog, dem sie nicht zugeneigt war, ging im Winter 1814/1815 vollends in die Brüche, als er sich auf dem Wiener Kongress erfolglos darum bemühte, die Souveränität wiederzuerlangen. Es kursierten Gerüchte, die Herzogin habe heimliche Liebhaber gehabt. Am 29. August 1816 wurde die kinderlose Ehe durch ein Pariser Ziviltribunal annulliert, am 21. August 1818 auch kirchlich durch eine Bulle von Pius VII.
Am 12. November 1819 heiratete Stéphanie den 32-jährigen französischen Offizier Guy-Jacques Victor Marie Eugène Pierre Vincent de Paule, marquis de Chaumont de Quitry (1787–1851), einen früheren Eskadron-Chef und Großkammerherr (Grand Chambellan) Napoleons, nachdem sie am 8. November 1819 einen entsprechenden Ehevertrag eingegangen war. Das Paar bekam zwei Kinder, Stéphanie de Chaumont-Quitry (1826–1913) und Odon Charles Joseph de Chaumont-Quitry (1827–1866). Nach ihrem Tod heiratete ihr Mann in zweiter Ehe Adélaïde-Louise Charlotte de Bourbon (1780–1874), die Tochter von Louis VI. Henri Joseph de Bourbon, prince de Condé.